# 出来島町 (宮崎市)
出来島町(できじまちょう)は、宮崎県宮崎市の町名。郵便番号は880-0861。

## 地理
宮崎市の中央を流れる、大淀川の下流付近の左岸に所在している。町域の北方には前原町・潮見町、東方に高洲町、西方に吾妻町、大淀川を跨いで南方で城ケ崎・恒久がそれぞれ接している。恒久とは小戸之橋で繋がれており、出来島町は北詰にあたる。

## 世帯数と人口
2022年（令和4年）2月1日現在の世帯数と人口は以下の通りである。
| 町丁     | 世帯数  | 人口    |
| -------- | ------- | ------- |
| 出来島町 | 570世帯 | 1,146人 |

## 小・中学校の学区
市立小・中学校に通う場合、学区は以下の通りとなる。
| 番地 | 小学校             | 中学校             |
| ---- | ------------------ | ------------------ |
| 全域 | 宮崎市立潮見小学校 | 宮崎市立宮崎中学校 |

## 交通

### 鉄道
町域内に鉄道駅は設置されていない。最寄駅はJR九州宮崎駅が最寄駅となる。

### バス
路線バスについては、宮崎交通の出来島停留所が置かれている。

## 施設
- 出来島高洲コミュニティーセンター